# Pórto Katsíki
Pórto Katsíki (grec moderne : Πόρτο Κατσίκι, « port des chevreaux ») est une plage située sur l’île Ionienne de Leucade en Grèce. Il est dit qu’auparavant, des chèvres venaient y paître, d’où son nom. La plage se compose de sable et de galets.
La plage est réputée pour son paysage ainsi que sa mer bleue limpide, provoquée par les falaises de calcaire. 

## Localisation
La plage de Pórto Katsíki est dans la pointe sud-ouest de l'île de Leucade, sur la côte ouest de cette pointe. 
La ville de Leucade est à 44 km au nord-est.
La plage est au pied d'une falaise concave, près du village d'Atháni
qui faisait partie jusqu'en 2010 de l'ancien dème d'Apollónii, maintenant dans la municipalité (dème) de Lefkada.

## Séisme de 2015
Lorsque Leucade a été frappée par un séisme en 2015, la plage a été endommagée,.
Les tremblements de terre augment considérablement les risques d'éboulement, non seulement sur le moment mais dans les dizaines d'années suivantes. C'est d'autant plus vrai sur la côte ouest de Leucade, où les falaises abruptes sont déformées par un dense réseau de failles. C'est l'une des raisons pour lesquelles Mavroulis et al. (2019) recommandent la surveillance annuelle systématique des falaises dans ces zones à risques, après la saison humide en hiver.

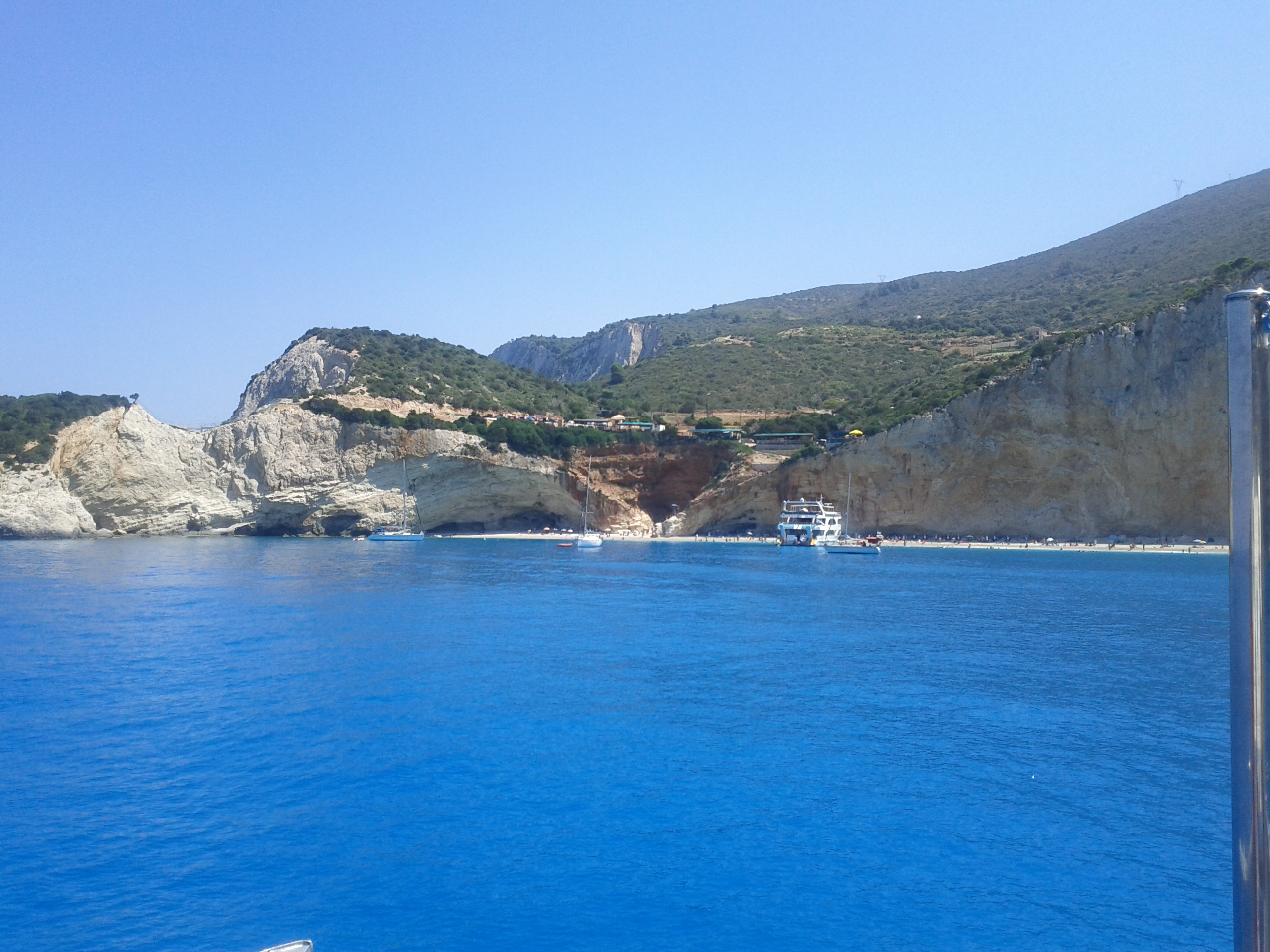
Vue d'ensemble, 2012
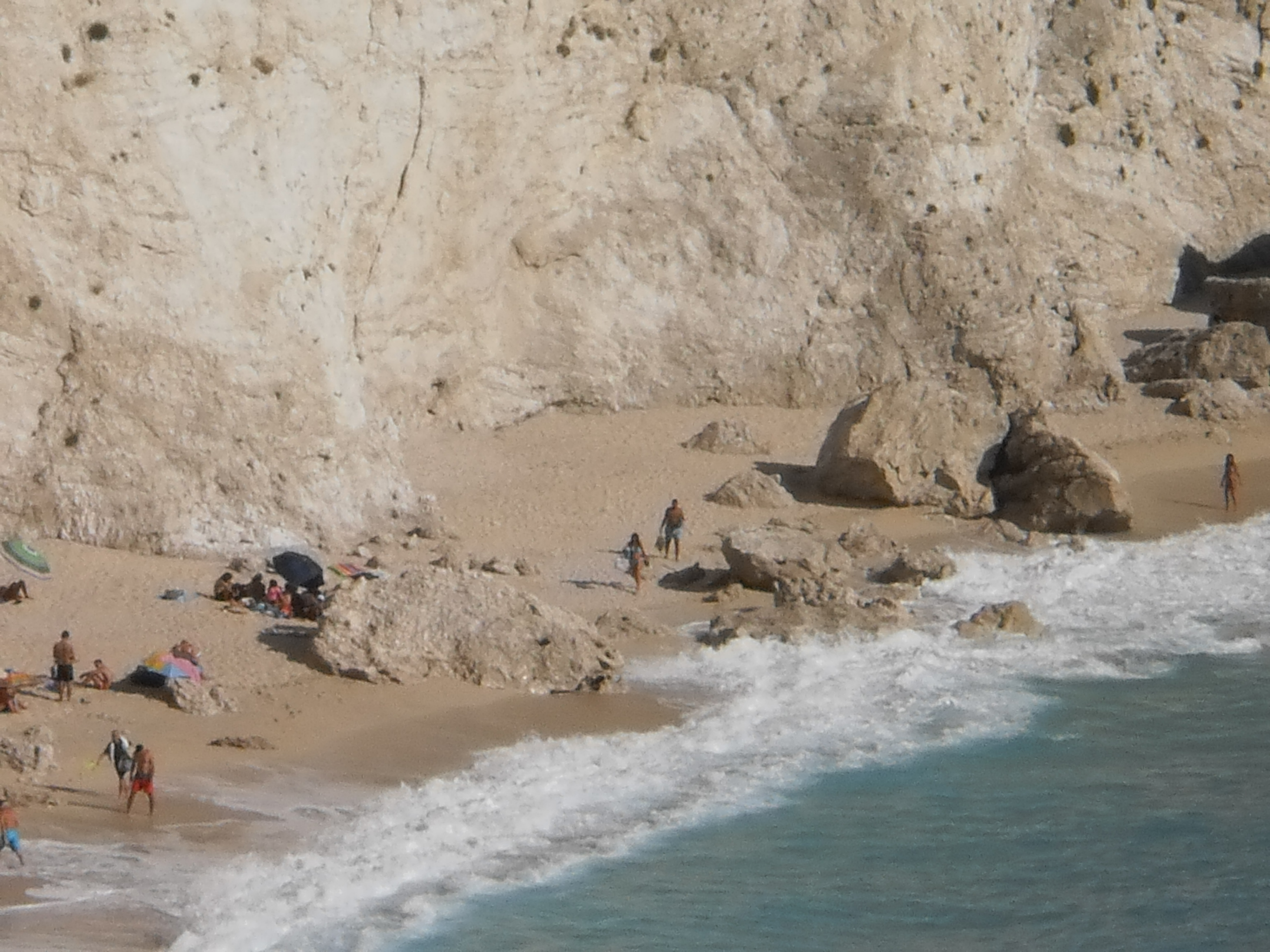
La plage en 2012
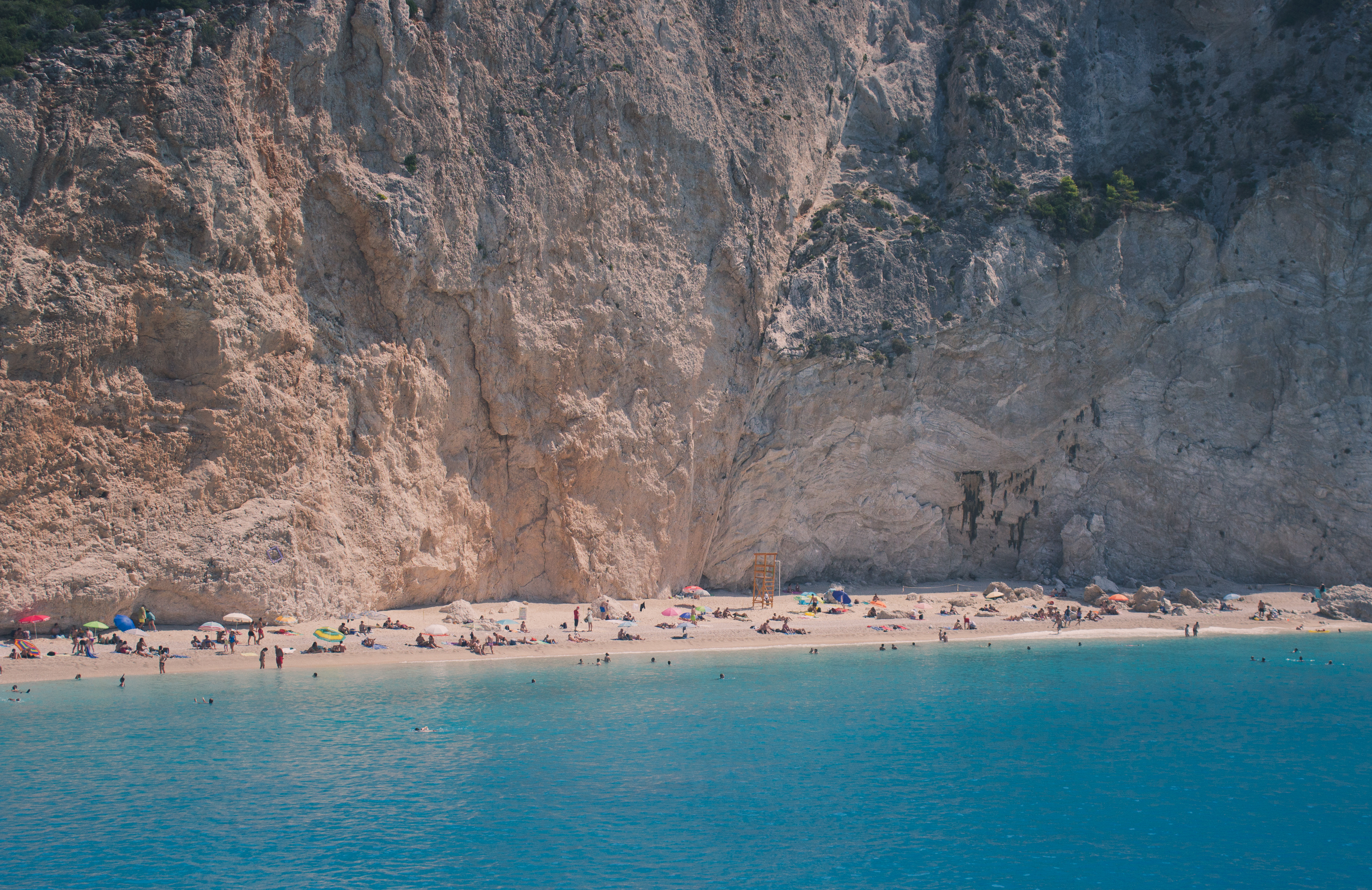
La plage en 2016
La plage en 2022
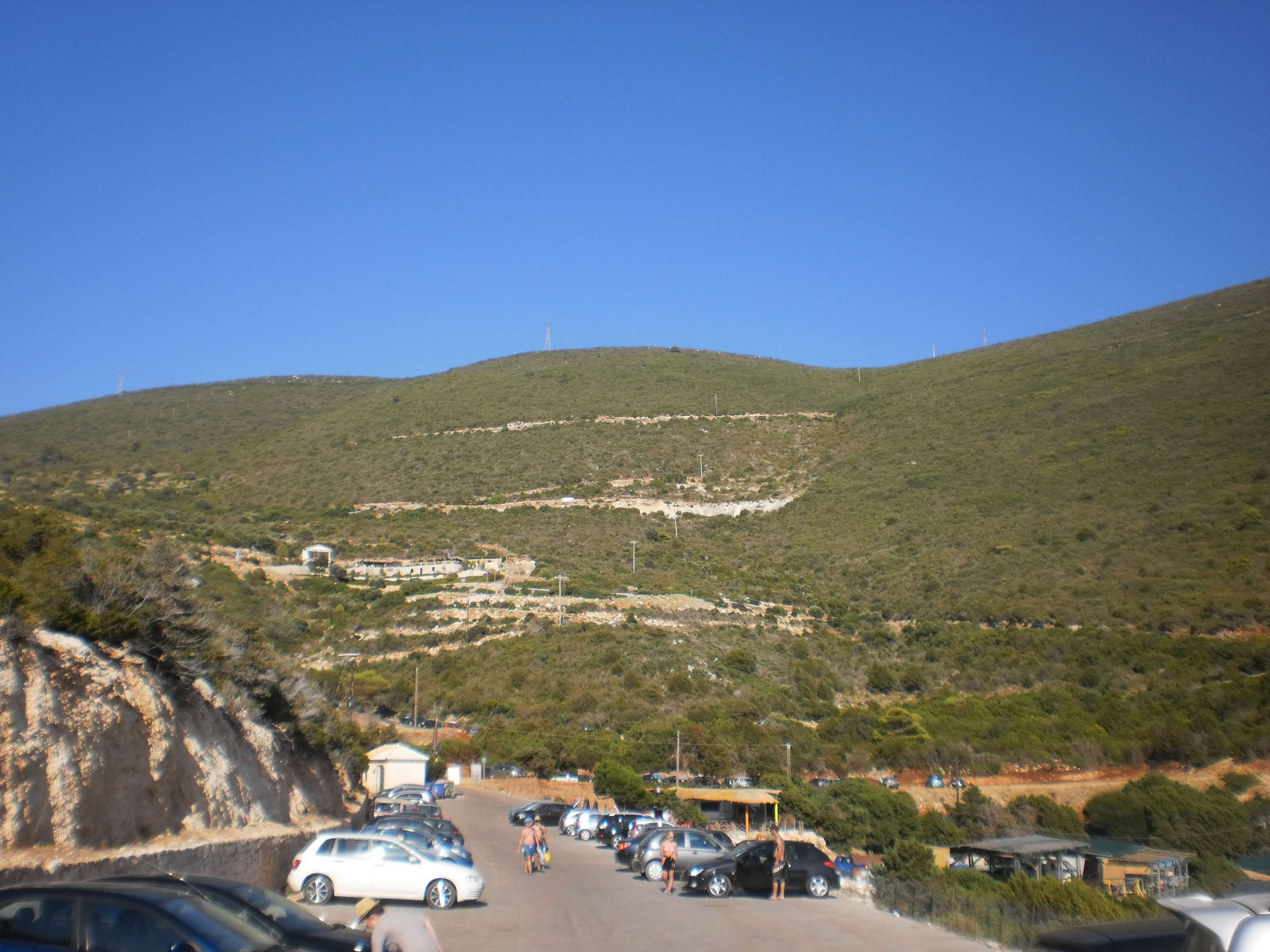
Le parking